# Eustachys neglecta
Eustachys neglecta là một loài thực vật có hoa trong họ Hòa thảo. Loài này được (Nash) Nash mô tả khoa học đầu tiên năm 1898.